# Буковско
Буковско је новоформирано насељено место у саставу Града Сиска, Хрватска.